# (119066) 2001 KJ76
(119066) 2001 KJ76, também escrito como (119066) 2001 KJ76, é um objeto transnetuniano que está localizado no cinturão de Kuiper, uma região do Sistema Solar. Este objeto está em uma ressonância orbital de 4:7 com o planeta Netuno. Ele possui uma magnitude absoluta de 6,8 e, tem cerca de 192 km de diâmetro.

## Descoberta
(119066) 2001 KJ76 foi descoberto no dia 23 de maio de 2001, por Marc W. Buie.

## Órbita
A órbita de (119066) 2001 KJ76 tem um semieixo maior de 43,585 UA e um período orbital de cerca de 288 anos. O seu periélio leva o mesmo a 40.107 UA do Sol e seu afélio a uma distância de 47,063 UA.